# Ideari llibertari
L'ideari llibertari és el conjunt d'ideologies anarquistes, és a dir, llibertàries, que proposen formes de convivència antiautoritàries, democràcia directa i assembleària, pensament internacionalista, economia autogestionada, i idees que rebutgen els dogmes com ara la religió, la superestructura de l'estat (conjunt d'idees que es donen com a certes en un determinat sistema) i defensen la igualtat de les persones, la seva llibertat i el compromís mediambiental. Concorda amb el lema: «Ni rei, ni pàtria, ni Déu» o «Ni Déu ni amo».